# Baza klientów
Baza klientów – możliwy do udostępnienia zbiór poufnych danych o podmiotach zaopatrujących się w towary lub korzystających z usług konkretnego przedsiębiorcy związanych faktycznie lub prawnie z tym przedsiębiorcą (klientach), o wymiernej wartości ekonomicznej, umożliwiających doprowadzenie do zawarcia lub realizacji umów z tymi klientami. Tak rozumiana baza klientów spełnia zazwyczaj warunki do uznania jej za odmianę nietechnicznego know-how i może być przedmiotem obrotu, w szczególności możliwa jest jej sprzedaż, upoważnienie do korzystania z niej albo wniesienie do spółki jako wkład niepieniężny.